# 鼻孢子蟲病
鼻孢子蟲病（Rhinosporidiosis）又稱鼻芽孢蟲病，是西氏鼻孢子蟲感染人類、其他哺乳動物與鳥類所造成的疾病。此病最早於1896年由阿根廷醫師吉列爾摩·西伯（Guillermo Rodolfo Seeber）在一名病患中發現，其病原過去長期被認為屬於真菌，近代分子證據才發現其屬於中菌動物（動物總界基群的類群）。
鼻孢子蟲病最常見於南亞、南美洲與非洲等熱帶地區，其中印度與斯里蘭卡的感染率最高，且男性感染率高於女性。感染途徑可能是於池塘與湖泊中經動物的糞便感染。
西氏鼻孢子蟲大多感染粘膜，造成如草莓狀的息肉，其中約七成患者為鼻與鼻咽被感染，約15%則為眼睛結膜被感染，其他身體部位的感染也曾被報導。此病常為長期且無痛的感染，極少有造成全身感染而致死的案例；其治療方法一般為切除病灶，有時事後再施以達普頌等抗生素以預防患部發生細菌感染。

## 註腳
1. ↑  另一種鼻孢子蟲有感染兩生類的紀錄[1][2]。